# Otec Sergij (film 1918)
Padre Sergio (Отец Сергий, Otec Sergij) è un film del 1918 diretto da Jakov Protazanov, tratto dall'omonimo racconto di Lev Tolstoj.

## Trama
Il giovane principe Stepan Kasatskij ha abbracciato da qualche tempo con discreto successo la carriera militare, seguendo le ultime volontà del defunto padre.
Stepan è sostanzialmente un arrivista sociale, e, come tale, presenzia a balli frequentati anche dallo zar, ad uno dei quali incontra la marchesina Mėri Korotkova, dalla quale è snobbato, e della quale si innamora. Mėri è però l'amante dello zar Nicola I, che, ad un certo punto, per mettere fine alle dicerie che iniziano a diffondersi sul loro rapporto, le consiglia di trovarsi un marito, che funga da paravento. In tal modo l'avvicinamento fra Stepan e Mėri si realizza facilmente, e i due stanno per sposarsi. Il giorno prima dell'unione sacra, tuttavia, Stepan viene a sapere della relazione fra la sua futura moglie e lo zar, e, profondamente ferito nell'orgoglio, si sottrae al matrimonio.
In una sorta di risentita autopunizione, ma sostanzialmente come atto di ribellione, di paradossale affermazione di sé di fronte alla società, dalla quale invece si ritira, Stepan smette l'uniforme militare per ritirarsi in un convento, dove, qualche tempo dopo, riceve la tonsura con il nome di Padre Sergij.
Tormentato - comprensibilmente, dato il motivo principale del suo farsi monaco - da continui dubbi sulla fede e dalle tentazioni, padre Sergij passa da un monastero nella capitale dell'impero ad una vita eremitica in provincia. Ma la sua origine aristocratica non passa inosservata presso i fedeli, che cominciano ad interessarsi alla sua imprevedibile vocazione, al punto che l'eccentrica signora Makovkin, una notte, per scommessa, si reca da lui col preciso intento di sedurlo. E vi sarebbe riuscita se padre Sergij, nel tentativo appunto di sottrarsi al peccato, non si fosse amputato un dito a colpi di accetta, in modo che il dolore avrebbe prevalso sull'inclinazione della carne.
Riconoscendo la forza della fede di Sergij, la stessa Makovkin, di lì a poco, entrerà in convento. E la vicenda diventa di dominio pubblico: col passare degli anni attorno a padre Sergij, sempre più famoso, prende forma nella visione del popolo un'aura di santità; addirittura un nuovo monastero viene eretto in prossimità del suo umile eremo, e a Sergij vengono attribuite –in contrasto con la sua intenzione di ritirarsi dalla società, mondana o popolare che fosse -  capacità di taumaturgo.
Ed è in base a queste supposte capacità che un mercante della città vicina chiede a padre Sergij di intervenire per guarire sua figlia, mentalmente debole. La ragazza viene portata nella cella di padre Sergij, una sera, e vi rimane per la notte. Ma questa volta la tentazione ha la meglio, e il monaco ha un rapporto  con lei.
La mattina dopo, all'alba, padre Sergij, in umili abito ed acconciatura, ed in incognito, lascia il monastero. Nella foresta adiacente egli "avrebbe voluto pregare, ma non c'era nessuno cui pregare. Dio era assente". Padre Sergij/principe Kasatskij passerà il tempo susseguente come mendicante, spontandosi di villaggio in villaggio. Qui egli comincia a conoscere lo spirito e la religiosità del popolo, e a paragonare le usanze tradizionali con quelle di corte, cui era abituato.
Una pattuglia di polizia lo trova, un giorno, privo di documenti. In qualità di vagabondo viene quindi deportato in Siberia.

## Produzione
Le riprese del film, già concepito dal 1915, sono state effettuate solo fra il marzo e l'ottobre del 1917, ovvero fra le rivoluzioni di febbraio e quella d'ottobre, in quel breve lasso di tempo fra il declino del potere zarista e l'avvento del bolscevismo nella Russia di L'vov e Kerenskij. Tuttavia "il produttore Iosif Ermol'ev non riteneva he il particolare momento storico fosse adatto per l'uscita del film, che avvenne dunque nel 1918, ormai sotto quello che sarebbe diventato il potere sovietico. Il film appartiene in ogni caso all'epoca prerivoluzionaria, di cui segna anche il punto più alto dal punto di vista cinematografico".

## Distribuzione
Il film è uscito nelle sale cinematografiche a Mosca il 14 maggio 1918; ha successivamente debuttato in Polonia (1919), Danimarca (24 febbraio 2020) ed in altri paesi europei. La sua prima giapponese è del 1 maggio 1925.

## Accoglienza
Già nei vademecum del cinema redatti dall'austriaco Franz Paimann a partire dal 1916 fino alla sua morte nel 1921 (Paimann's Filmlisten), si può leggere: "La trama è altamente drammatica, la fotografia e la recitazione sono eccezionali. La scenografia è perfettamente adeguata alla materia, nelle scene di corte ed ecclesiastiche è addirittura lussuosa, mentre nelle scene claustrali e relative agli ordini mendicanti, è ispirata a semplicità".
Così si esprimeva lo studioso di cinema Jerzy Toeplitz nel 1972: "Il regista Protazanov e lo sceneggiatore Volkov, assunto il modello letterario del film, si sono preoccupati non soltanto di rendere la trama e l'atmosfera del racconto tolstojano, ma hanno voluto esprimerne lo spirito e la finalità ideale. Il crollo morale dell'aristocrazia, impersonato dal conte Kasatskij, vi è ben raffigurato. Il despotismo zarista è messo a nudo, così come il ruolo di consolatrice assunto dalla chiesa. (…) La valida sceneggiatura ha potuto raggiungere, grazie particolarmente alla fase di montaggio, un alto grado di unitarietà".
Il critico cinematografico Kay Weniger, nella sua biografia su Protazanov contenuta nella monumentale opera Das große Personenlexikon des Films del 2001, ritiene Otec Sergij essere "un film artisticamente ben degno di nota".

## Remake, influenza culturale
Film successivi con lo stesso argomento e lo stesso titolo, variamente ispirati a Otec Sergij sono Le Père Serge (1945) di Lucien Ganier-Raymond, Otec Sergij (1979) di Igor' Talankin, e Il sole anche di notte (1990) dei fratelli Taviani.
Ad Otec Sergij si fa riferimento nel film Calamari Union (1985) di Aki Kaurismäki.